# Max Schleisner
Max Schleisner (auch: Max Schleissner; geboren 10. November 1885 in Hannover; gestorben 18. Juli 1943 im Konzentrationslager Theresienstadt) war ein deutscher Rechtsanwalt und Notar, Offizier und Opfer des Holocaust.

## Leben
Max Schleisner wurde in den Gründerjahren des Deutschen Kaiserreichs als Sohn des aus jüdischer Familie stammenden und in Linden tätigen Kaufmannes Isaak Schleisner geboren. Nach seinem Abitur am damaligen Lindener Kaiserin-Auguste-Viktoria Gymnasium studierte er ab 1904 Rechtswissenschaft an der Philipps-Universität in Marburg, an der Humboldt-Universität in Berlin sowie an der Georg-August-Universität in Göttingen. 1910 wurde er dort promoviert. Titel der Dissertation: "Der Erwerb eigener Aktien durch die Aktiengesellschaft".
1913 ließ sich Schleisner als Rechtsanwalt in der damals noch selbständigen Industriestadt Linden nieder und diente im Ersten Weltkrieg zunächst als Unteroffizier, im Rang eines Feldwebels, später auch als Offizier.
Zu Beginn der Weimarer Republik heiratete Schleisner am 14. Juli 1919 in Eschwege Gerda, geb. Weinstein (* 9. Januar 1895 in Eschwege; † 19. Oktober 1944 im Konzentrationslager Theresienstadt, 1952 für tot erklärt).  Ab 1920 engagierte er sich im Vorstand der jüdischen Gemeinde Hannovers, u. a. als deren ehrenamtlicher Justiziar.
1921 wurde Schleisner zum Notar ernannt. 1930 war er gewählter Abgeordneter des 6. Preußischen Landesverbandstages jüdischer Gemeinden, der im ehemaligen Preußischen Herrenhaus in Berlin am 30. und 31. März des Jahres tagte. Zu dieser Zeit war die Familie in der Sophienstr. 1a ansässig.

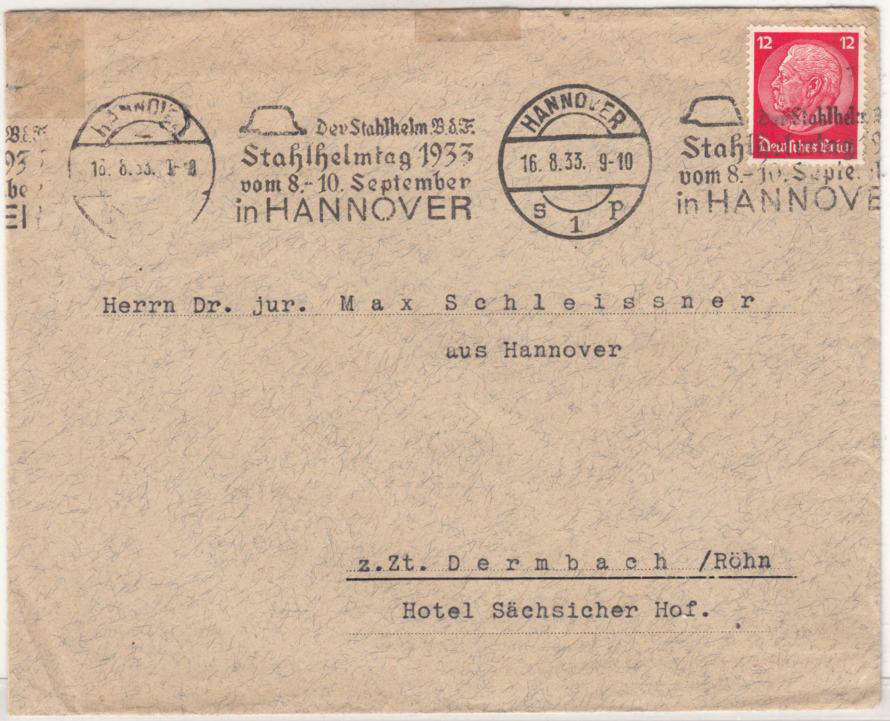
Von Joseph Berliner an Schleisner adressierter Brief, dessen Stempel für den Stahlhelmtag 1933 in Hannover wirbt

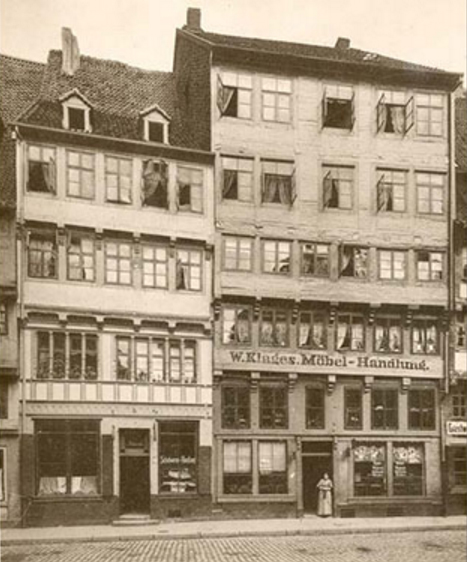
Das um 1620 erbaute Fachwerkhaus Knochenhauerstraße 61 (links) wurde eines der von Schleisner inspizierten „Judenhäuser“;
Foto von 1898, Bildarchiv Historisches Museum Hannover

Nach der Machtergreifung durch die Nationalsozialisten übernahm Max Schleisner als Antwort auf den staatlicherseits forcierten Antisemitismus für den Hilfsverein der deutschen Juden die Aufgaben eines Beraters für Auswanderungswillige.
1935 wurde Schleisner das Notariat entzogen, doch bis 1938 blieb der ehemalige Weltkriegsteilnehmer noch vom Berufsverbot verschont.
Nach dem Tode von Joseph Berliner im Jahr 1938 übernahm Max Schleisner die Aufgaben des Vorstehers der jüdischen Gemeinde Hannovers. Zudem versuchte er – gemeinsam mit seinen Mitarbeitern – die noch nicht in andere Länder emigrierten Juden Hannovers zu betreuen und ihnen zu helfen. Doch wie der Jurist Arthur Kaufmann und der Gemeindesekretär Samuel Herskovits stand er seitdem unter besonderer Beobachtung und Überwachung durch die hannoversche Gestapo.
Nach den ebenfalls 1938 von der hannoverschen SS durchgeführten Plünderungen, Schändungen und Anschlägen im Rahmen der sogenannten „Reichskristallnacht“ und der am 3./4. September 1941 von Gauleiter Hartmann Lauterbacher angeordneten Ghettoisierung der Juden durch die Aktion Lauterbacher inspizierte Max Schleisner als Vorsitzender der jüdischen Gemeinde einige der als sogenannte „Judenhäuser“ vorgesehenen Übergangs-Ghettos in Hannover, darunter das kleine, um 1620 entstandene damalige Fachwerkhaus Knochenhauerstraße 61. Über die unerträglichen Wohnverhältnisse dort schrieb er in einem Bericht vom 6. September 1941 an die Berliner Reichsvereinigung der Juden in Deutschland (RVJD):

„[…] Wanzen, Ratten. Toiletten vom hygienischen Standpunkt aus unmöglich. In einem nur 15 qm großen Raum 4 Personen und ein Kind. Unter der Belegschaft ein schwer gelähmter Mann.“

Die von den „Judenhäusern“ aus vorgenommenen Deportationen hannoverscher Juden in die Vernichtungslager bedeuteten schließlich das Scheitern der Bemühungen Schleisners.
Bereits 1936/37 konnten der Sohn Justus Joseph und die Tochter Karla mit einem Kindertransport in die USA ausreisen. Max Schleisner selbst, die Ehefrau Gerda und die Tochter Eva wurden am 17. März 1943 in das Ghetto Theresienstadt deportiert, von wo aus Ehefrau und Tochter in das Vernichtungslager Auschwitz verschleppt und ermordet wurden, während Schleisner selbst bereits in Theresienstadt zu Tode kam.

## Gedenken

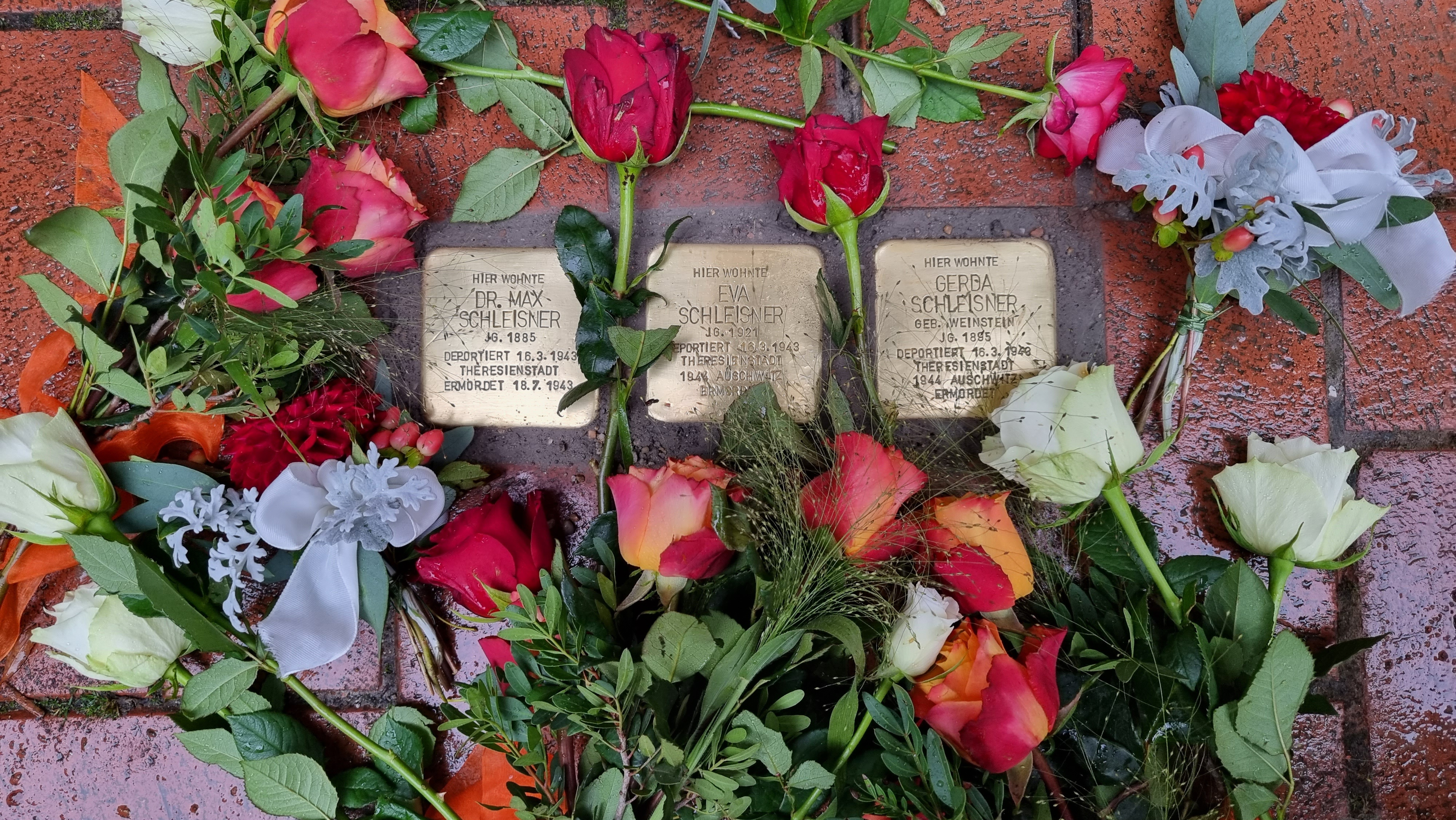
Stolpersteine für (v.l.) Max, Eva und Gerda Schleisner vor dem Haus In der Steinriede 4 in Hannover-List;
mit Blumen unmittelbar nach der Verlegung am 13. Oktober 2023

Seit 1994 finden sich auf einer Schrifttafel des Mahnmals für die ermordeten Juden Hannovers am Opernhaus die Namen und Schicksale der Familie eingraviert.

## Archivalien
- Gruppenbild (Fotografie) vom 6. Preußischen Landesverbandstages jüdischer Gemeinden im ehemaligen Preußischen Herrenhaus in Berlin,  30./31. April 1930[6]